# ГЭС Лунтань
Лунтаньская ГЭС (кит. трад. 龍灘大壩, упр. 龙滩大坝, пиньинь Lóngtān Dàbà) — крупная гидроэлектростанция на реке Хуншуйхэ, притоке реки Чжуцзян (Китай). Высота плотины составляет 216,5 м.
Первый из трёх энергоблоков плотины испытали в мае 2007 года.
После завершения строительства в 2009 году запущено девять гидрогенераторов общей мощностью 6,4 ГВт. Планируемая выработка 18,7 млрд кВт·ч электроэнергии ежегодно.